# Station Rinku Town
 Station Rinku Town  (りんくうタウン駅, Rinkū-taun-eki) is een spoorwegstation in de Japanse stad Izumisano, gelegen in de prefectuur Osaka. Het wordt aangedaan door de Kansai-Kūkō-lijn (JR) en de Nankai-Kūkō-lijn (Nankai).

## Lijnen

### Nankai
| 1 | ■ Nankai-Kūkō-lijn | richting Luchthaven Kansai |
| 4 | ■ Nankai-Kūkō-lijn | richting Namba             |

### JR West
| 2 | ■ Kansai-Kūkō-lijn | richting Luchthaven Kansai                                      |
| 3 | ■ Kansai-Kūkō-lijn | richting Hineno en doorgaande treinen richting Tennōji en Osaka |

## Geschiedenis
Het station werd in 1994 geopend aan de Kansai-Kūkō-lijn. Sinds 2003 stopt ook de Nankai-Kūkō-lijn op dit station.

## Stationsomgeving
- Izumisano-ziekenhuis
- Autoweg 26
- Autoweg 481

(Hanwa-lijn - Tennōji, Ōsaka<<) · Hineno · Rinku Town · Luchthaven Kansai